# Зіянчуріно
Зіянчу́ріно (рос. Зиянчурино) — село у складі Кувандицького міського округу Оренбурзької області, Росія.

## Населення
Населення — 1412 осіб (2010; 1581 у 2002).
Національний склад (станом на 2002 рік):
- росіяни — 67 %